# غاري غراهام
غاري غراهام (بالإنجليزية: Gary Graham)‏ (و. 1950 – م) هو ممثل، وممثل أفلام، وممثل تلفزيوني، ومنتج أفلام، من الولايات المتحدة الأمريكية، ولد في لونغ بيتش، كاليفورنيا.

## وصلات خارجية
- غاري غراهام على موقع IMDb (الإنجليزية)
- غاري غراهام على موقع روتن توميتوز (الإنجليزية)
- غاري غراهام على موقع ألو سيني (الفرنسية)
- غاري غراهام على موقع أول موفي (الإنجليزية)
- غاري غراهام على موقع قاعدة بيانات الأفلام السويدية (السويدية)
- غاري غراهام على موقع إن إن دي بي (الإنجليزية)
- غاري غراهام على موقع قاعدة بيانات الفيلم (الإنجليزية)
- غاري غراهام على موقع كينوبويسك (الروسية)